# Mathias Brugger
Mathias Brugger (Alemania, 6 de agosto de 1992) es un atleta alemán especializado en la prueba de heptalón, en la que consiguió ser medallista de bronce mundial en pista cubierta en 2016.

## Carrera deportiva
En el Campeonato Mundial de Atletismo en Pista Cubierta de 2016 ganó la medalla de bronce en la competición de heptalón, logrando un total de 6126 puntos, tras el estadounidense Ashton Eaton (oro con 6470 puntos) y el ucraniano Oleksiy Kasyanov.